# Herpetospermum
Herpetospermum là một chi thực vật có hoa trong họ Cucurbitaceae.

## Loài
Chi Herpetospermum gồm các loài: